# Восточно-Центральная область (Буркина-Фасо)
Восто́чно-Центра́льная (фр. Centre-Est) — область на юго-востоке Буркина-Фасо.
- Административный центр — город Тенкодого.
- Площадь — 14 656 км²[1], население — 1 787 201 человек (2024 год)[1].

Действующий губернатор Восточно-Центральной области — Букаре Зунграна.

## География

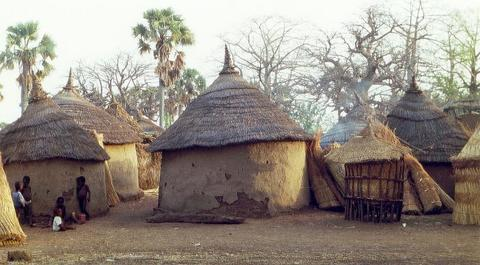
Селение в провинции Куритенга.

На западе граничит с Юго-Центральной областью, на северо-западе — с областью Центральное Плато, на севере — с Северо-Центральной областью, на востоке — с Восточной областью, на юге — с Того и Ганой.

## Население
Область заселена преимущественно представителями народностей моси и басса.

## Административное деление
В административном отношении Восточно-Центральная область подразделяется на 3 провинции:
| Провинция  | Адм. центр | Население, чел. (2024) |
| ---------- | ---------- | ---------------------- |
| Булгу      | Тенкодого  | 830 879                |
| Кульпелого | Уаргайе    | 411 999                |
| Куритенга  | Купела     | 544 323                |